# أحمد الغامدي (لاعب كرة قدم مواليد 2001)
اللاعب أحمد مازن الغامدي . تاريخ الميلاد 20/9/2001 لاعب المنتخب السعودي الأول ونادي الإتحاد.حاليا.

## نشأته
ولد سنة 2001م في جدة، و انتقل مع عائلته للعيش في كندا ولعب في نادي باسفيك الكندي وانتقل إلى نادي الاتفاق مطلع عام 2020 والان يلعب مع نادي الاتحاد السعودي كإعارة الى نهاية الموسم الرياضي 2024

## روابط خارجية
أحمد الغامدي على موقع قاعدة بيانات كرة القدم.إي يو (الإنجليزية)
- أحمد الغامدي على موقع Soccerway.com (الإنجليزية)